# ジャイアント・キマラ
ジャイアント・キマラ（Giant Kimala）は、アメリカ合衆国のプロレスラー。本名：ベンジャミン・ピーコック（Benjamin Peacock、1964年2月19日 - ）。ジョージア州メイコン出身（ギミック上はアフリカ・ボツワナ共和国出身を自称）。アメリカでは、ボツワナ・ビースト（The Botswana Beast）のリングネームで知られる。
WWFやWCWで活躍した初代ジャイアント・キマラ（ジム・ハリス）とは別人。初代キマラとキマラIIを区別する場合、初代はカマラ（Kamala）と呼ばれる。

## 来歴
1986年にジョージア地区においてボツワナ・ビーストの名でデビュー。
1987年ジョージア州にてディープ・サウスヘビー級王座戴冠。
1990年にアブドーラ・ザ・ブッチャーのパートナーとして全日本プロレスに初来日。当時は初代キマラが活躍しており、ジャイアント・キマラ2（Ⅱ）を名乗った。1991年には初代キマラとタッグを組み、ブッチャーを交えたアフリカ軍団を結成している。その後、初代が来日しなくなり、ジャイアント・キマラへ改名した。1996年にブッチャーが東京プロレスに移籍すると、泉田純とタッグを結成。名物タッグ・チームとして人気を博した。
世界最強タッグ決定リーグ戦にはブッチャーや泉田とのコンビで再三出場したほか、1998年にはゲーリー・オブライトとの異色コンビで出場している。また、ファミリー軍団と悪役商会の抗争にも、後者の一員としてたびたび参加していた。
1999年にウガンダのリングネームでECWに参戦。
2004年からはIWA・JAPANに参戦。

## 得意技
- ウガンダン・スプラッシュ
- スチーム・ローラー
- ネックブリーカー・ドロップ
- ドロップキック